# Наследие (фильм, 2023)
«Насле́дие» — российский независимый художественный фильм 2023 года, третий полнометражный фильм режиссёра Романа Михайлова, снятый по его собственному сценарию. В отличие от первых двух фильмов режиссёра, «Наследие» снято на основе литературного произведения Романа Михайлова — одноимённого рассказа из сборника «Праздники».

## Создание
«Наследие» было снято менее чем за две недели с минимальным бюджетом. Съёмки проходили в поселке Рощино Ленинградской области.
2 июня 2023 года мировая премьера фильма состоялась на кинофестивале «Пример интонации», в том же месяце фильм вышел в ограниченный прокат. В онлайн-кинотеатрах фильм появился 14 июля.

## Сюжет
Действие происходит зимой в селе. Подросток Рус (Руслан) живёт с бабушкой в многоквартирном деревянном доме. Он общается с ровесниками, время от времени выезжая в город на машине своего приятеля, который работает в автомастерской. Во время одной из таких поездок Рус видит на дискотеке девушку, стоит и долго смотрит на нее, однако затем из-за начавшейся драки с участием его друзей вынужден уйти, так и не познакомившись с ней.
Также Рус у себя в селе навещает больного старика по имени Тихон Сергеевич. Соседи охотно передают с Русом еду для больного, но сами приходить к старику почему-то побаиваются. В один из визитов Руса старик просит после смерти исполнить его последнюю волю — отслужить полную панихиду, а если местный священник не согласится, то попросить приехать священника из города. Рус обещает сделать это.
Старик умирает. Родственников у него нет, и судьба его квартиры неизвестна. Рус просит у полицейского разрешения забрать из квартиры Тихона одну икону, и тот позволяет. Икону Рус ставит у себя в комнате. Он просит сельского священника Андрея отслужить панихиду, но тот отказывается: по его словам, Тихон был старообрядцем-беспоповцем, и по церковным правилам его нельзя отпевать. Рус едет с приятелем в город к священнику, адрес которого ему дали. К его удивлению, дверь открывает та самая девушка с дискотеки, а священником оказывается её отец, но и он, уже зная от отца Андрея о старике Тихоне, отказывается служить панихиду.
На похороны Тихона под разными предлогами никто из местных жителей не приходит, кроме Руса и его приятеля. После похорон Рус сквозь слёзы обвиняет местных в том, что, когда Тихон был здоров, все приходили к нему за помощью и лечением — старик был колдуном. Рус предлагает приятелю поехать в город погулять с дочерью священника и её подругой. Во время разговора он спрашивает девушку, может ли она взять у отца требник и кадило, и та догадывается, что он хочет сам совершить обряд. Не дождавшись ответа, Рус говорит, что никогда больше не встретит такую хорошую девушку, как она, и уходит. Он незаметно забирает дома у отца Андрея требник, а из железной чашки и цепочки от стенных часов делает кадило.
Рус в одиночку совершает панихиду на кладбище и ставит крест на могиле Тихона. Когда он возвращается домой, стучат в дверь, и он уверен, что его нашла девушка, но это пришла соседка, которая принесла продукты Русу и бабушке. Рус благодарит её и смотрит в окно на заснеженный двор.

## В ролях
- Олег Чугунов — Руслан
- Дарья Мацель — девушка
- Иван Ивашов — приятель Руса
- Пётр Ступин — Тихон Сергеевич
- Фёдор Лавров — полицейский
- Евгений Ткачук —  парень на дискотеке
- Виталий Коваленко — владелец автомастерской
- Чингиз Гараев — сельский парень
- Микита Воронов — сельский парень
- Роман Михайлов — сосед Руса

## Награды
- 2023 — Горький fest — Гран-при (лучший фильм)[6][7][8]
- 2023 — Горький fest — Лучший актёрский ансамбль (Приз Гильдии кастинг-директоров)[6][8]

## Отзывы
Критики отмечали сновидческий характер происходящего в фильме: так, Ксения Щетинина пишет о том, что «длинные планы, лёгкая зернистость, холодный белый, тёплая сепия и гипнотическая музыка» погружает зрителя «в медитативный транс». По мнению Екатерины Уваровой, фильм стал «отражением сегодняшнего дня»: «Сказочного там практически ничего нет. Это сон. Сон вещий. Сон, продиктованный воспалённым сознанием. Сон ироничный, четко выстроенный, конкретный». Похвалы заслужила музыка к фильму, написанная Павлом Додоновым: «Она придаёт красочность и атмосферность, как бы скучно это ни звучало; она оживляет сон вместе с треками bollywoodFM».
Рецензенты обращали внимание на схожесть фильма с двумя предыдущими работами Михайлова: в «Наследии» в эпизодических ролях появляются «подвыпивший Муля» (герой Евгения Ткачука из «Сказки для старых»), а в роли полицейского выступил Фёдор Лавров, сыгравший полицейского в фильме «Снег, сестра и росомаха». В гаражной мастерской на стене заметен постер «Сказки для старых». Знаком и визуальный стиль режиссёра: «уличные зимние сцены решены в светловато-синих тонах, как в „Сказке для старых“, интерьерные эпизоды тонут в желтоватых цветах, почти сепии». Одним из рецензентов авторский стиль обозначен словом «Снегсплотейшн».
Вместе с тем, критики отмечали, что герой «Наследия» Руслан — «герой нового типа»: «Старшеклассник никого ни к чему не принуждает силой, а сам совершает поступки и несёт за них ответственность». Это «герой нашего времени, который не наказывает никого, кроме самого себя». В целом, юные актёры Олег Чугунов, Дарья Мацель и Иван Ивашов превращают картину «в своеобразный манифест молодости и свободы». Ряд критиков провели параллель между героем фильма и героем 1990-х годов — Данилой Багровым: «Руслан противопоставляется Даниле Багрову из „Брата“ даже на уровне отдельных сцен. Если для финальной схватки Багров мастерит обрез, то Руслан — кадило». Эта параллель эксплицитно присутствует в рассказе Михайлова, где герой говорит: «Всё это напомнило ещё одну сцену из фильма „Брат“. Как он собирает огнестрел, потеет, старается. Так и я поутру собираю кадило». При этом, по словам Фёдора Лаврова, специальной задачи «зарифмовать» героев с героями фильмов Балабанова режиссёр не ставил: «Мы не педалировали эту тему».